# Bryum cellulare
Bryum cellulare är en bladmossart som beskrevs av W. J. Hooker in Schwaegrichen 1827. Bryum cellulare ingår i släktet bryummossor, och familjen Bryaceae. Inga underarter finns listade i Catalogue of Life.